# 52-es busz (Budapest)
A budapesti 52-es jelzésű autóbusz a Csepel, Szent Imre tér és Csepel, Hollandi út között közlekedett. A vonalat a Budapesti Közlekedési Zrt. üzemeltette.

## Története
1950 februárjától Csepel, Királyerdő utca és a Vasmű között közlekedett 52-es jelzésű buszjárat. Az 1950-es évek végén már a Tanácsház tér (mai Szent Imre tér) és Denevér utca között járt, valamint 52A jelzéssel betétjárata is közlekedett a Repkény útig. 1960. szeptember 19-én az 52-es útvonala a Hollandi útig hosszabbodott. 1961. június 15-étől 52Y jelzéssel ideiglenes járat közlekedett a Tanácsház tér és a csepeli Strandfürdő között, ami 1962. augusztus 6-án a 88-as jelzést vette fel, és egy éven belül megszűnt. Az 52A járat 1984. augusztus 31-én szűnt meg.
2008. szeptember 6-ától a 48-as busszal összevonva, Csepel, Soroksári rév és Kőbánya-Kispest között közlekedik 148-as viszonylatszámmal.

## Útvonala
| Csepel, Szent Imre tér felé | Csepel, Hollandi út felé                                                                                     |
| --- | --- |
| Csepel, Hollandi út vá. – Szent István út – II. Rákóczi Ferenc út – Koltói Anna utca – Kiss János altábornagy utca – Csepel, Szent Imre tér vá. | Csepel, Szent Imre tér vá. – Tanácsház utca – Kossuth Lajos utca – Szent István út – Csepel, Hollandi út vá. |

## Megállóhelyei
| 0  | Csepel, Szent Imre tér végállomás            | 16 | Csepeli HÉV 35, 36, 38, 48, 51, 71, 138, 151, 152, 159, 179 |
| ∫  | Koltói Anna utca                             | 15 | Csepeli HÉV 35, 36, 38, 48, 51, 71, 138, 151, 152, 159, 179 |
| ∫  | Szent Imre tér                               | 13 | Csepeli HÉV 35, 36, 38, 48, 51, 71, 138, 151, 152, 159, 179 |
| 2  | Karácsony Sándor utca                        | ∫  | 35, 36, 48, 151, 152, 159                                   |
| ∫  | Karácsony Sándor utca                        | 12 | Csepeli HÉV 36, 38, 138, 152, 159, 179                      |
| 3  | Széchenyi István utca                        | ∫  | 35, 36, 48, 151, 152, 159                                   |
| ∫  | II. Rákóczi Ferenc út                        | 11 | 36, 38, 138, 152, 159                                       |
| 5  | Sporttelep                                   | 9  | 152                                                         |
| 6  | Csepeli Mátyás utca (↓) Cseh Mihály utca (↑) | 8  |                                                             |
| 7  | Martinász utca (↓) Nyárfás utca (↑)          | 7  |                                                             |
| 8  | Borz út (↓) Orgonás utca (↑)                 | 6  |                                                             |
| 8  | Pinty utca (↓) Tölgyes út (↑)                | 5  |                                                             |
| 9  | Szarka utca (↓) Iszalag utca (↑)             | 4  |                                                             |
| 10 | Repkény út                                   | 4  |                                                             |
| 11 | Királyerdei Művelődési Ház                   | 3  |                                                             |
| 12 | Denevér utca (↓) Árnyas utca (↑)             | 2  |                                                             |
| 13 | Sólyom utca (↓) Fűz utca (↑)                 | 1  |                                                             |
| 13 | Sáska utca                                   | ∫  |                                                             |
| 14 | Csepel, Hollandi út végállomás               | 0  | 71                                                          |